# Alburnus mento
Alburnus mento, noto comunemente con il nome tedesco di seelaube è un pesce d'acqua dolce della famiglia Cyprinidae.

## Distribuzione e habitat
Questa specie è limitata ad alcuni laghi alpini in Austria e Germania appartenenti al bacino idrografico del Danubio. Segnalazioni da Ungheria, Repubblica Ceca e Slovacchia non sono confermate.
Fa vita pelagica.

## Descrizione
Simile come aspetto generale all'alborella comune ed ancora di più all'alborella carenata di cui è stata per lungo tempo considerata una sottospecie. Anch'essa, come l'alborella carenata, ha una carena ventrale di scagle rigide. Le dimensioni sono notevoli per un'alborella, fino a 40 cm.

## Biologia

### Alimentazione
Si ciba di zooplancton.

### Riproduzione
Intraprende da maggio a luglio migrazioni riproduttive verso i fiumi tributari dei laghi dove depone le uoba in acque basse a corrente molto veloce con fondo di ciottoli. Subito dopo ritorna nel lago.